# Vocoide
Il vocoide è un fono prodotto con articolazione aperta; la sua configurazione articolatoria non prevede cioè ostruzioni o costrizioni tra i vari organi fonatori all'aria pneumonica durante l'espirazione. La configurazione articolatoria può essere quindi mantenuta costante in modo che il suono prodotto risulti stabile e percepibile con chiarezza. 
Le differenze tra vari timbri di vocoidi dipende soprattutto dall'altezza del dorso della lingua, dalla posizione della radice della stessa e dall'arrotondamento o meno delle labbra. Ci possono comunque essere caratteristiche aggiuntive come nasalizzazione [ã] o contrazione a˞. Esistono inoltre vocoidi parzialmente o totalmente desonorizzati, per esempio in giapponese e portoghese.

## Produzione del vocoide
Durante la fonazione l'aria in uscita dei polmoni attraversa prima di tutto il meccanismo laringeo, che determinerà la frequenza fondamentale del vocoide, quindi, senza trovare ulteriori ostacoli, l'aria attraversa il cavo orale, nel quale il suono si caratterizzerà assumendo solo allora un determinato timbro vocalico. Il cavo orale si comporta, infatti, come un vero e proprio risuonatore, riesce a modificare le ampiezze delle armoniche, grazie all'ausilio di tre organi mobili (lingua, labbra, e velo del palato) che di volta in volta, assumendo determinate posture, trasformano un generico suono in uscita della laringe in uno dei diversi foni vocalici conosciuti. Ogni vocoide dunque è caratterizzato da una precisa configurazione articolatoria assunta dai tre organi: lingua, labbra e mandibola.

### Lingua
La lingua è senz'altro l'organo più mobile dell'intero apparato fonatorio in quanto all'interno del cavo orale può muoversi liberamente secondo 2 assi spaziali con spostamenti orizzontali, in profondità, e verticali, in altezza. Teoricamente, la quantità di timbri vocalici definibili, soltanto dalla posizione della lingua, sarebbero infiniti, poiché a ogni posizione del dorso linguale corrisponde una particolare risonanza del cavo orale, nella realtà, però la persona non è in grado di distinguere una gamma continua delle sfumature vocaliche, ma soltanto una discreta quantità di timbri.
Si identificano solitamente 3 posizioni orizzontali assunte dal dorso linguale durante la fonazione e misurano il grado di profondità rispetto alla volta palatale e alla posizione di riposo del dorso stesso:
- Anteriore o palatale: quando il dorso linguale avanza fin sotto la porzione medio-anteriore della volta palatale o palato duro.
- Centrale o prevelare: quando il dorso, restando nella sua posizione naturale, si trova sotto la porzione mediana della volta palatale, tecnicamente anche detta prevelo ai confini col palato molle.
- Posteriore o velare: quando il dorso retrocedendo si sposta sotto la porzione posteriore della volta palatale, più propriamente detta velo o palato molle.

Si identificano solitamente 4 posizioni verticali assunte dal dorso linguale durante la fonazione e misurano il suo grado di vicinanza alla volta palatale, o meglio il grado di apertura vocale:
- Aperto oppure basso: quando la lingua mantiene il suo stato di riposo;
- Semiaperto o Semichiuso oppure intermedio: quando la lingua è sollevata ma non vicina al palato;
- Chiuso oppure alto: è la posizione di massima vicinanza al palato che la lingua può assumere senza essere d'ostacolo all'aria, un'ulteriore chiusura del cavo orale farebbe produrre un contoide.

### Labbra
Le labbra, per la loro posizione, sono l'ultimo organo in grado di modificare il timbro vocalico; benché possano assumere una discreta varietà di configurazioni intermedie, per la classificazione dei vocoidi sono considerate soltanto due configurazioni, quella di normale distensione delle labbra e quella procheilia, dove le labbra si presentano protese e corrugate (più frequente è però l'uso di una locuzione molto meno elegantemente a “sedere di gallina”). Uno stesso vocoide quindi, a seconda della configurazione delle labbra, può essere definito labializzato o non labializzato.

### Velo del palato
Il velo del palato è una membrana mobile che separa la cavità nasale da quella orale, il suo funzionamento può essere paragonato a quello di un interruttore, perché funziona in sole due posizioni: aperto/chiuso. Se il velo del palato è alzato, le due cavità sono separate e il flusso d'aria è diretto esclusivamente verso la bocca ed è solo quest'ultima a influire sul timbro vocalico, perciò tali foni sono detti orali. Se invece il velo è abbassato, parte del flusso d'aria si dirige nelle cavità nasali, che modificano la capacità di risonanza dell'intero apparato fonatorio: il prodotto finale è grossomodo un suono attenuato e nasalizzato, per cui tali foni vengono detti nasali.

## Vocoidi e vocali
Non si deve confondere il termine "vocoide" con quello di "vocale", che indica un'entità astratta, un fonema, la cui realizzazione prevalente è un vocoide, ma che può anche avere come allofono secondario un contoide.